# العلاقات الأيرلندية الكندية
العلاقات الأيرلندية الكندية هي العلاقات الثنائية التي تجمع بين جمهورية أيرلندا وكندا.

## مقارنة بين البلدين
هذه مقارنة عامة ومرجعية للدولتين:
| وجه المقارنة                                              | جمهورية أيرلندا                                       | كندا                     |
| --------------------------------------------------------- | ----------------------------------------------------- | ------------------------ |
| المساحة (كم2)                                             | 70.27 ألف                                             | 9.98 مليون               |
| عدد السكان (نسمة)                                         | 4.76 مليون                                            | 35.70 مليون              |
| الكثافة السكانية (ن./كم²)                                 | 67.74                                                 | 3.58                     |
| العاصمة                                                   | دبلن                                                  | أوتاوا                   |
| اللغة الرسمية                                             | اللغة الأيرلندية، لغة إنجليزية، الإنجليزية الأيرلندية | لغة إنجليزية، لغة فرنسية |
| العملة                                                    | جنيه أيرلندي، يورو، عملات اليورو الأيرلندية           | دولار كندي               |
| الناتج المحلي الإجمالي (بليون دولار)                      | 333.73 مليار                                          | 1.65 تريليون             |
| الناتج المحلي الإجمالي (تعادل القوة الشرائية) بليون دولار | 318.16 مليار                                          | 1.59 تريليون             |
| الناتج المحلي الإجمالي الاسمي للفرد دولار أمريكي          | 61.13 ألف                                             | 43.25 ألف                |
| الناتج المحلي الإجمالي للفرد دولار أمريكي                 |                                                       | 45.07 ألف                |
| مؤشر التنمية البشرية                                      | 0.916                                                 | 0.913                    |
| رمز المكالمات الدولي                                      | +353                                                  | +1                       |
| رمز الإنترنت                                              | .ie                                                   | .ca                      |
| المنطقة الزمنية                                           | 00، ت ع م+01:00، أوروبا/دبلن ‏                         |                          |

## مدن متوأمة
في ما يلي قائمة باتفاقيات التوأمة بين مدن أيرلندية وكندية:
- ترتبط غالواي مع مونكتون باتفاقية توأمة منذ 1997.
- ترتبط وترفورد مع سانت جونز باتفاقية توأمة.

## منظمات دولية مشتركة
يشترك البلدان في عضوية مجموعة من المنظمات الدولية، منها:
| علم المنظمة | اسم المنظمة                               | تاريخ انضمام جمهورية أيرلندا | تاريخ انضمام كندا |
| ----------- | ----------------------------------------- | ---------------------------- | ----------------- |
|             | مؤسسة التنمية الدولية                     | 22 ديسمبر 1960               | 24 سبتمبر 1960    |
|             | منظمة التعاون الاقتصادي والتنمية          | ?                            | ?                 |
|             | الأمم المتحدة                             | 14 ديسمبر 1955               | 9 نوفمبر 1945     |
|             | منظمة التجارة العالمية                    | ?                            | ?                 |
|             | منظمة الأمن والتعاون في أوروبا            | 25 يونيو 1973                | 25 يونيو 1973     |
|             | المنظمة الهيدروغرافية الدولية             | ?                            | ?                 |
|             | وكالة ضمان الاستثمار متعدد الأطراف        | 27 أكتوبر 1989               | 12 أبريل 1988     |
|             | الوكالة الدولية للطاقة                    | ?                            | ?                 |
|             | منظمة الشرطة الجنائية الدولية             | ?                            | ?                 |
|             | مجموعة أستراليا                           | 1985                         | 1985              |
|             | المركز الدولي لتسوية المنازعات الاستشارية | 7 مايو 1981                  | 1 ديسمبر 2013     |
|             | الاتحاد الدولي للاتصالات                  | 8 ديسمبر 1923                | 1 يوليو 1908      |
|             | الفريق المعني برصد الأرض                  | ?                            | ?                 |
|             | البنك الدولي للإنشاء والتعمير             | 8 أغسطس 1957                 | 27 ديسمبر 1945    |
|             | الاتحاد البريدي العالمي                   | ?                            | ?                 |
|             | بنك التنمية الآسيوي                       | 2006                         | 1966              |
|             | منظمة حظر الأسلحة الكيميائية              | ?                            | ?                 |
|             | مؤسسة التمويل الدولية                     | 11 سبتمبر 1958               | 20 يوليو 1956     |
|             | نظام تحكم تكنولوجيا القذائف               | 1992                         | 1987              |
|             | مجموعة الموردين النوويين                  | ?                            | ?                 |
|             | يونسكو                                    | 3 أكتوبر 1961                | 4 نوفمبر 1946     |

## أعلام
هذه قائمة لبعض الشخصيات التي تربطها علاقات بالبلدين:
- آليس مونرو (روائية كندية، 10 يوليو 1931[23][24][25] – )
- آنا باكوين (24 يوليو 1982[26][27] – )
- ألانيس موريسيت (1 يونيو 1974[28][29] – )
- برندان فريزر (ممثل أداء صوتي أمريكي، 3 ديسمبر 1968[30][31][32] – )
- بول مارتن (28 أغسطس 1938[33][34] – )
- جوني ميتشل (موسيقية كندية، 7 نوفمبر 1943[35][36][37] – )
- جيم كاري (17 يناير 1962 – )
- دوين جونسون (2 مايو 1972[38] – )
- رايان رينولدز (ممثل كندي، 23 أكتوبر 1976[39][40] – )
- رايتشل مكأدامز (ممثلة كندية، 17 نوفمبر 1978[41][42][43] – )
- شانيا توين (28 أغسطس 1965[44][45][46] – )
- كيانو ريفز (أفلام، 2 سبتمبر 1964[47] – )
- ماري بيكفورد (8 أبريل 1892[48][49][50] – 29 مايو 1979[48][49][50])
- مايك مايرز (25 مايو 1963[51][52] – )
- مايكل جي فوكس (ممثل كندي-أمريكي، 9 يونيو 1961[53][54][55] – )

## وصلات خارجية
- موقع وزارة الخارجية الكندية